# Théorie de l'éther de Lorentz
La théorie de l'éther de Lorentz (également connue sous les appellations de « nouvelle mécanique », « électrodynamique de Lorentz », « théorie des électrons de Lorentz », « théorie de la relativité de Lorentz-Poincaré », en anglais : Lorentz ether theory, abrégé en LET) est le point final du développement du modèle de l'éther luminifère, milieu dans lequel des ondes lumineuses se propagent comme des ondes se propagent sur l’eau ou comme les ondes sonores dans la matière. Cette théorie a été développée avant tout par Hendrik Lorentz et Henri Poincaré.

## Position du problème
La supposition d'un éther immobile semble contredire le résultat de l'expérience de Michelson-Morley, dans laquelle la tentative de montrer le mouvement de la Terre par rapport à cet éther a échoué. Dans la théorie de l'éther de Lorentz, cette contradiction est résolue par l'introduction de transformations de Lorentz. Dans ces transformations, la contraction des longueurs et la dilatation du temps sont considérés comme des processus auxquels sont soumis les étalons de longueur et les horloges en mouvement par rapport à l'éther, tandis que l'espace et le temps restent immuables. Ces effets apparaissent alors asymétriques, c'est-à-dire que les étalons sont effectivement raccourcis et les horloges effectivement ralenties. Un observateur en mouvement estime que des étalons au repos sont plus courts, et que des horloges au repos sont ralenties, mais cette estimation provient d'une illusion provoquée par l'utilisation par l'observateur en mouvement d'étalons et d'horloges faux. La symétrie des observations, et la validité apparente d'un principe de relativité sont interprétés comme une conséquence d'une symétrie plutôt due au hasard des processus dynamiques de base. Cependant elle empêche de déterminer sa propre vitesse par rapport à l'éther, et en fait une grandeur inobservable de la théorie. De telles grandeurs devraient dans toute la mesure du possible être évitées, selon le principe d'économie énoncé par Ockham.

## Développement historique

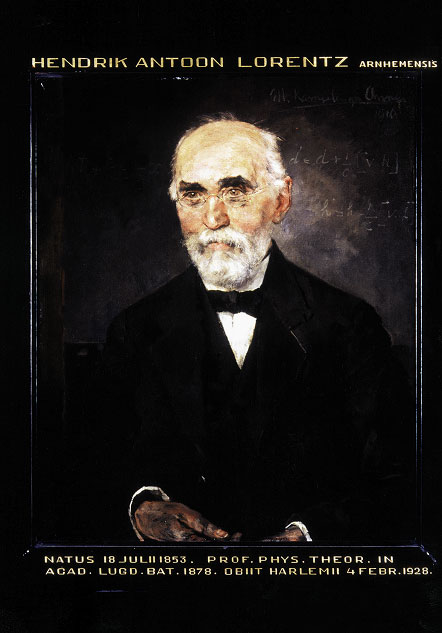
Hendrik Lorentz, 1916, Portrait par Menso Kamerlingh Onnes, frère du physicien Heike Kamerlingh Onnes.

### Concepts de base

#### Éther et électrons
La théorie de l'éther de Lorentz, qui a été développée principalement entre 1892 et 1906 par Hendrik Lorentz et Henri Poincaré, repose sur une extension de la théorie de l’éther d'Augustin Fresnel, des équations de Maxwell et de la théorie des électrons de Rudolf Clausius. Lorentz introduit une séparation stricte entre la matière (les électrons) et l'éther où, dans son modèle, ce dernier est totalement immobile (et donc pas entraîné par les corps en mouvement). Max Born identifie alors l'éther de Lorentz avec l'espace absolu d'Isaac Newton. L'état de cet éther peut être décrit, dans le sens de l'électrodynamique de Maxwell-Lorentz par le champ électrique {\displaystyle E} et le champ magnétique {\displaystyle H}, où ces champs sont compris comme provoqués par les états d'excitation ou de vibration des charges des électrons dans l'éther. C'est donc ici un éther électromagnétique abstrait qui se substitue aux précédents modèles mécaniques d'éther. Contrairement à Clausius, qui a supposé que les électrons interagissent entre eux par une action à distance, Lorentz suppose justement ce champ électromagnétique de l'éther comme intermédiaire entre les électrons, où les actions peuvent se propager au plus à la vitesse de la lumière. Avec sa théorie, il peut par exemple expliquer l'effet Zeeman, pour lequel il partage avec Pieter Zeeman le prix Nobel de physique de 1902. À peu près en même temps que Lorentz (1897, 1900), Joseph Larmor esquisse une théorie semblable des électrons et de l'éther, mais qui repose sur un éther mécanique.

#### États correspondants
Un concept fondamental de la théorie est le « théorème des états correspondants » introduit en 1895 par Lorentz pour des grandeurs à l'ordre {\displaystyle v/c} (c'est-à-dire pour des vitesses {\displaystyle v} faibles par rapport à celle de la lumière {\displaystyle c}). Il en découle qu'un observateur en mouvement dans l'éther fait approximativement dans son champ « fictif » les mêmes observations qu'un observateur au repos dans son champ « réel ». Ce théorème est étendu par Lorentz en 1904 à tous les ordres en {\displaystyle v/c}, et complété en accord avec le principe de relativité par Poincaré (1905, 1906), et Lorentz (1906, 1916).

### Contraction des longueurs
Un grand défi pour la théorie de l'éther de Augustin Fresnel est l'expérience de Michelson-Morley de 1887. Selon les théories de Fresnel et de Lorentz, on aurait dû pouvoir établir avec cette expérience un mouvement relatif par rapport à l'éther, mais les résultats ont été négatifs. Albert Abraham Michelson pense que ce résultat est en faveur de l'entraînement complet de l'éther, cependant d'autres expériences, sur l'aberration, et l'électrodynamique de Maxwell-Lorentz sont difficiles à réconcilier avec cet entraînement.
Une solution s'annonce quand Oliver Heaviside prolonge l'électrodynamique de Maxwell en 1889, et remarque que le champ électrostatique autour d'un corps sphérique en mouvement est raccourci dans la direction du mouvement par un facteur {\displaystyle {\sqrt {1-v^{2}/c^{2}}}} (ellipsoïde de Heaviside). À sa suite, George FitzGerald (1889) — qualitativement — et indépendamment Lorentz (1892), déjà quantitativement au point, proposent que non seulement les forces électrostatiques, mais aussi les forces moléculaires sont influencées pendant le mouvement dans l'éther, de telle manière que la disposition de  l'interféromètre est raccourcie dans la direction du mouvement par un facteur approximativement de {\displaystyle v^{2}/c^{2}} par rapport à la partie perpendiculaire au mouvement, même si l'on ne connaît pas le mécanisme de cette contraction. Lorentz propose en 1895 diverses possibilités pour amener ce raccourcissement relatif :
- L'interféromètre se contracte seulement dans la direction du mouvement ;
- L'interféromètre se dilate seulement dans les directions perpendiculaires au mouvement ;
- L'interféromètre se contracte dans la direction du mouvement et se dilate dans les directions perpendiculaires, les deux effets se cumulant pour donner la quantité visée.

La contraction de Lorentz dans l'éther d'une longueur {\displaystyle l_{0}} dans la direction du mouvement (sans dilatation perpendiculaire) s'exprime avec le facteur exact {\displaystyle l=l_{0}\times {\sqrt {1-v^{2}/c^{2}}}}, donné plus tard par Larmor (1897) et Lorentz (1904) : un observateur entraîné par la Terre ne remarquerait pas du tout cette contraction, qui dans le cas du mouvement de la Terre autour du Soleil ne s'élève qu'à 1/200 000 000, puisque tous les autres étalons sont affectés par cet effet.
Bien que le rapport entre les forces électrostatiques et intermoléculaires ne soit pas du tout nécessaire, que la théorie se présente vite comme ad hoc, et qu'elle soit présentée par Lorentz comme « étrange », Lorentz pouvait au moins introduire le rapport avec la contraction des champs électrostatiques comme un argument de plausibilité en faveur de son hypothèse. Il est important que cette contraction ne concerne que la distance entre les électrons, et non les électrons eux-mêmes, et c'est pourquoi l'hypothèse de contraction est désignée à l'origine comme « hypothèse intermoléculaire ». Ce n'est qu'en 1904 que Lorentz introduit les électrons dans la contraction. Pour la suite du développement de l'hypothèse de contraction, voir le paragraphe Transformation de Lorentz.

### Temps local
Une partie importante du théorème des états correspondants est le temps local {\displaystyle t^{\prime }=t-vx/c^{2}}, où {\displaystyle t} est la coordonnée de temps utilisée par un observateur au repos dans l'éther, et {\displaystyle t^{\prime }} la valeur utilisée par un observateur en mouvement à la vitesse {\displaystyle v}. (Woldemar Voigt avait déjà utilisé ce même temps local dès 1887 en relation avec l'effet Doppler et un milieu incompressible). Mais tandis que pour Lorentz, la contraction des longueurs est un effet réel, physique, le temps local ne représente pour lui d'abord qu'une convention, ou une méthode de calcul utile. Au moyen du temps local et du formalisme mathématique de ses états correspondants, Lorentz peut expliquer l'aberration de la lumière, l'effet Doppler et la dépendance de la vitesse de la lumière dans des fluides en mouvement mesurée par l'expérience de Fizeau de 1851, sans devoir supposer l'entraînement partiel de l'éther par la matière (au sens de la théorie de Fresnel). Cependant, il n'est tout d'abord pas reconnu que l'existence de la dilatation du temps est une conséquence du temps local. Ceci est défini par Larmor en 1897, quand il montre que le temps local multiplié par {\displaystyle {\sqrt {1-v^{2}/c^{2}}}} conduit à des processus périodiques dans des objets en mouvement dans l'éther, plus lents que dans ceux au repos. Ceci découle aussi du travail de Lorentz de 1899, qui reconnaît que quand on rapporte les vibrations d'un électron mobile en oscillation au temps local, celles-ci se déroulent apparemment plus lentement.
Contrairement à Lorentz, Henri Poincaré voit dans le temps local plus qu'un concept mathématique. Ainsi écrit-il en 1898 dans un exposé philosophique :

« Nous n'avons aucune conception immédiate de la simultanéité, autant que pour l'identité de deux espaces-temps. Si nous pensons avoir cette conception, c'est une illusion. Nous nous en tenons à des règles données, que nous appliquons sans nous en rendre compte. […] Nous choisissons ainsi ces règles, non pas parce qu'elles sont vraies, mais parce qu'elles sont les plus commodes, et nous pouvons les résumer et dire : la simultanéité de deux événements ou leur succession, comme l'identité de deux espaces-temps doivent être définis de sorte que la formulation des lois de la nature soit aussi simple que possible. »

En 1900, il définit alors le temps local comme le résultat d'une synchronisation accomplie avec des signaux lumineux. Il suppose que deux observateurs A et B synchronisent leurs horloges avec des signaux optiques. Comme ils pensent être au repos, ils se fondent sur la constance de la vitesse de la lumière. Il ne faut alors que prendre en compte les temps de parcours de la lumière, et croiser des signaux, pour vérifier que leurs horloges sont synchrones. Par contre, du point de vue d'un observateur immobile dans l'éther, une horloge se déplace à la rencontre du signal, tandis que l'autre va dans le même sens que le signal. Les horloges ne sont donc pas synchrones, mais ne font que marquer le temps local {\displaystyle t^{\prime }=t-vx/c^{2}}. Mais comme les deux observateurs n'ont aucun moyen de décider s'ils sont en mouvement ou non, ils ne remarqueront rien de l’erreur. En 1904, il illustre cette méthode de la manière suivante : A envoie au temps {\displaystyle 0} un signal vers B, qui indique à l'arrivée le temps {\displaystyle t}. Au temps {\displaystyle 0}, B envoie un signal vers A, qui indique le temps {\displaystyle t^{\prime }}. Si {\displaystyle t=t^{\prime }}, les deux horloges sont synchrones. Par là, Poincaré comprend le temps local, contrairement à Lorentz, comme un véritable effet physique, analogue à la contraction des longueurs. Contrairement à Albert Einstein, qui utilise en 1905 une procédure analogue, connue aujourd'hui sous le nom de synchronisation d'Einstein, Poincaré persiste dans la représentation, plus « commode » à ses yeux, que le « vrai » temps n'est indiqué que par des horloges au repos dans l'éther.

### Transformation de Lorentz
Tandis que le temps local ne peut expliquer qu'au premier ordre de la vitesse les résultats négatifs des expériences sur le vent d'éther, il devient rapidement (par exemple, à cause de l’expérience de Trouton-Noble) indispensable d'expliquer l'impossibilité de détecter le mouvement par rapport à l'éther à tous les ordres. L'instrumentation mathématique pour cela est la transformation de Lorentz. Celle-ci est en partie introduite dès 1887 par Woldemar Voigt, mais la transformation de Voigt utilise un mauvais facteur d'échelle. En 1895, Lorentz présente avec le temps local pour le premier ordre en {\displaystyle v} des équations semblables. Joseph Larmor (1897) et Lorentz (1899, avec cependant un facteur non défini) finissent par étendre ces relations à l'ordre {\displaystyle v^{2}/c^{2}} et leur donnent une forme équivalente à celle utilisée jusqu'à présent. En 1904, Lorentz s'approche très près d'une théorie où toutes les forces entre les molécules, quelle que soit leur nature, sont soumises à la transformation de Lorentz de la même manière que les forces électrostatiques – c'est-à-dire qu'il peut démontrer que les effets physiques sont largement indépendants du mouvement de la Terre. Par là, il étend son hypothèse de la contraction, et explique que non seulement les intervalles entre électrons sont contractés, mais les électrons eux-mêmes sont soumis à cette contraction. Un problème de la contraction des longueurs, quand on l'applique aux électrons eux-mêmes, a pourtant été signalé par Max Abraham (1904) : selon la théorie électromagnétique, un système d'électrons contractés ne peut pas rester stable, et il a besoin d'une énergie non électrique supplémentaire, dont l'existence est mise en doute par Abraham. Pour contourner cette objection, Poincaré (1905) introduit les « tensions de Poincaré ». Il s'agit là d'une pression externe, qui doit expliquer non seulement la stabilité de la matière, mais aussi l'existence même de la contraction des longueurs. (Sur la critique d'Abraham et les tensions de Poincaré, voir aussi le paragraphe Masse, énergie et vitesse.)
Selon Paul Langevin (1905), cette extension de la théorie de Lorentz et Larmor conduit réellement à une impossibilité physique de la découverte du mouvement relatif à l'éther. Comme Poincaré le montre le 5 juin 1905, Lorentz n'a pas réussi à montrer l'invariance de Lorentz complète des équations de l'électrodynamique. Il corrige le défaut de l'application par Lorentz des équations (par exemple en relation avec la densité de charge et la vitesse), montre la propriété de groupe de ces transformations, parle du « postulat de la totale impossibilité de la détermination d'un mouvement absolu » et évoque la possibilité d'une théorie de la gravitation (comprenant des ondes gravitationnelles) correspondant à ces transformations. Des parties importantes de ce travail figurent déjà dans deux lettres écrites par Poincaré à Lorentz vers mai 1905. Dans la première lettre, Poincaré corrige les équations électrodynamiques de Lorentz, et dans la seconde il démontre la propriété de groupe des transformations de Lorentz et formule le théorème de composition relativiste des vitesses.
{\displaystyle x^{\prime }=k\ell \left(x+\varepsilon t\right),\qquad y^{\prime }=\ell y,\qquad z^{\prime }=\ell z,\qquad t^{\prime }=k\ell \left(t+\varepsilon x\right)}
où {\displaystyle k={\frac {1}{\sqrt {1-\varepsilon ^{2}}}}} et {\displaystyle \ell } est une fonction de {\displaystyle \varepsilon }, égale à {\displaystyle 1} pour obtenir la propriété de groupe. La vitesse de la lumière est posée ici égale à {\displaystyle 1}.
Une formulation substantiellement étendue de cet exposé (connue aussi sous le nom de « travail de Palerme ») est transmise le 23 juillet 1905, mais publiée seulement en janvier 1906, parce que le journal choisi ne paraît que deux fois par an. Albert Einstein publie son travail sur l'électrodynamique exactement entre les deux publications de Poincaré. En relation avec sa conception de la gravitation, Poincaré montre que l'expression {\displaystyle x^{2}+y^{2}+z^{2}-c^{2}t^{2}} est invariante. Il introduit l'expression {\displaystyle ct{\sqrt {-1}}} comme quatrième coordonnée d'un espace quadri-dimensionnel, utilisant ainsi les quadrivecteurs avant Minkowski. Il parle du « postulat de relativité », montre que les transformations sont une conséquence du principe de moindre action, et en démontre plus en détail que précédemment les propriétés de groupe, d'où le nom de groupe de Lorentz qu'il leur donne. Cependant, Poincaré remarque plus tard qu'une reformulation de la physique en langage quadri-dimensionnel est certes possible, mais trop compliquée, et n'a donc que peu d'intérêt, ce pourquoi il ne poursuit pas ses tentatives dans ce sens. Ceci ne fut fait que plus tard par Minkowski.

### Masse, énergie et vitesse
J. J. Thomson (1881) et d'autres remarquent que l'énergie électromagnétique contribue à la masse des particules chargées, et ce pour la quantité {\displaystyle m_{em}=(4/3)E_{em}/c^{2}}, désignée par l’expression « masse électromagnétique » ou « masse apparente ». Une autre démonstration provient de Poincaré (1900), qui utilise cette fois l'impulsion pour pouvoir maintenir le principe de conservation du mouvement du centre de gravité, mais qui trouve dans ces conditions {\displaystyle E_{em}/c^{2}}.
Il est aussi remarqué que la masse augmente avec la vitesse. Divers auteurs, comme J. J. Thomson, Searle, Abraham ou Bucherer donnent alors diverses valeurs, en distinguant entre la masse longitudinale, en direction du mouvement, et la masse transverse, en direction perpendiculaire. Lorentz trouve en 1899 (à un facteur indéfini près) puis en 1904 les relations suivantes :
{\displaystyle m_{L}=m_{0}/(1-v^{2}/c^{2})^{3/2}}
{\displaystyle m_{T}=m_{0}/(1-v^{2}/c^{2})^{1/2}},
où {\displaystyle m_{0}=4/3E_{em}/c^{2}}.
Ces relations ont été vérifiées par les expériences de Kaufmann–Bucherer–Neumann sur les rayons cathodiques, qui ont été cependant longtemps contestées. Beaucoup de chercheurs pensent alors que toute la masse et toutes les forces sont d'origine électromagnétique. Mais cette idée doit être abandonnée parce qu'Abraham montre que des forces de liaison non électromagnétiques sont  nécessaires pour stabiliser l'électron de Lorentz. Il calcule aussi que l'on obtient différents résultats quand on calcule la masse longitudinale sur la base de l'énergie ou sur celle de l'impulsion. Pour résoudre ce problème, Poincaré introduit en 1905 et 1906 un potentiel de nature non électromagnétique (tensions de Poincaré), qui contribue pour {\displaystyle (1/3)E_{em}/c^{2}} à l'énergie du corps, et explique ainsi le facteur {\displaystyle 4/3}. Mais il part toujours du fait que seule l'énergie électromagnétique contribue à la masse. Cette hypothèse est dépassée par l'équivalence masse-énergie d'Einstein, selon laquelle l'ensemble de l'énergie, et non seulement l'électromagnétique, contribue à la masse du corps.

### Gravitation

#### Les théories de Lorentz
En 1900, Lorentz cherche à expliquer aussi le phénomène de la gravitation sur la base de l'électrodynamique de Maxwell-Lorentz. 
Tout d'abord, il propose un mécanisme reposant sur la gravitation de Le Sage. Il y suppose que l'éther est rempli de rayonnement d'extrêmement haute fréquence, qui exerce une pression énorme sur les corps. Si ce rayonnement est totalement absorbé, l'effet d'écran entre deux corps provoque une force d'attraction dépendant de la distance. Cette théorie pose le même problème que les autres modèles de Le Sage : dans l'absorption, l'énergie doit disparaître d'une façon ou d'une autre, sinon il y a une énorme production de chaleur, qui n'est pas observée. C'est pourquoi Lorentz rejette ce modèle.
Dans le même travail, il essaie d'expliquer la gravitation comme une sorte de force électrique différentielle. Là, il suit ses prédécesseurs Ottaviano Fabrizio Mossotti (en) et Johann Karl Friedrich Zöllner dans l'idée que l'attraction entre deux charges électriques de signe opposé est légèrement plus forte que la répulsion entre charges de même signe. Le résultat ne serait rien d'autre que la gravitation universelle, avec une propagation des modifications du champ gravitationnel à la vitesse de la lumière. Ceci conduit cependant à un conflit avec la loi universelle de la gravitation d'Isaac Newton, pour laquelle Pierre-Simon de Laplace a montré, sur la base de l'aberration de la gravitation, que la vitesse de propagation de la gravitation devait être bien plus grande que celle de la lumière. Lorentz a pu montrer que dans cette théorie, sur la base de la structure des équations de Maxwell-Lorentz, il n'apparaît que des différences négligeables avec la théorie de Newton, d'ordre {\displaystyle v^{2}/c^{2}}. Cependant, il n'obtient pour la précession du périhélie de Mercure qu'une valeur bien trop petite. En 1908, Poincaré étudie la théorie de la gravitation établie par Lorentz, et la classe comme compatible avec le principe de relativité, mais critique comme Lorentz la mauvaise prédiction de la précession du périhélie. Lorentz rejette son modèle en 1914, parce qu'il ne le considère pas conciliable avec le principe de relativité. À sa place, il considère les travaux d'Einstein sur la gravitation et le principe d'équivalence comme un mode d'explication beaucoup plus prometteur.

#### Loi de la gravitation de Poincaré invariante de Lorentz
En 1904, Poincaré établit que pour satisfaire au principe de relativité, aucun signal ne doit pouvoir se propager plus vite que la lumière, sinon, la prescription pour la synchronisation des horloges, et donc le temps local, n'est plus valide. À ce moment, ceci lui apparaît comme une objection possible contre la compatibilité entre le principe de relativité et la nouvelle théorie. Il montre cependant en 1905 et 1906 que les modifications du champ de gravitation peuvent se propager à la vitesse de la lumière, tout en laissant valable une loi de la gravitation, pourvu que la transformation de Lorentz soit à la  base d'une telle théorie. Plus tard, Minkowski (1908) et Sommerfeld (1910) essaient d'esquisser une loi de la gravitation invariante de Lorentz en se fondant sur l'idée de Poincaré, ce qui est rendu superflu par les travaux d'Einstein.

## Principes et conventions

### Constance de la vitesse de la lumière

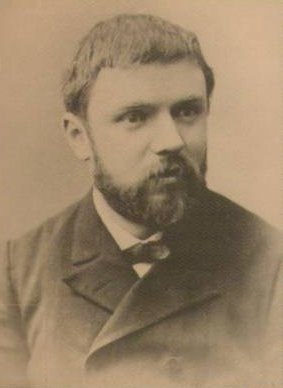
Henri Poincaré en 1887 (âgé de 33 ans)

Dans ses écrits philosophiques sur les mesures du temps (1898), Poincaré affirme déjà que des astronomes, comme Ole Rømer, dans leur interprétation des mesures de la vitesse de la lumière sur la base de l'observation des lunes de Jupiter, devaient partir du postulat que la vitesse de la lumière est constante et la même dans toutes les directions. Sinon, d'autres lois comme celle de la gravitation deviendraient bien plus compliquées (cependant, il n'est pas tout à fait clair si, pour Poincaré, ce postulat s'applique à tous les référentiels). Il faut aussi tenir compte de la vitesse de propagation pour la détermination de la simultanéité d'événements. Ce processus conduit Poincaré en 1900 à son interprétation du temps local de Lorentz, où le temps local (outre la contraction des longueurs) est nécessaire pour la validité observée du principe de relativité, comme Poincaré le souligne à de nombreuses reprises,. Et en 1904, il résume ainsi le rapport entre la théorie de Lorentz et la vitesse de la lumière :

« De tous ces résultats, s'ils se confirment, il sortirait une méthode toute nouvelle principalement caractérisée par le fait qu'aucune vitesse ne peut dépasser celle de la lumière, de même qu'aucune température ne peut tomber au-dessous du zéro absolu. Pour un observateur qui est emporté dans un mouvement qu'il ignore, aucune vitesse ne pourrait lui apparaître dépasser celle de la lumière. Ceci serait contradictoire, si l'on ne se rappelait pas que cet observateur n'utilise pas les mêmes horloges qu'un observateur au repos, mais des  horloges qui indiquent le « temps local ». […] Peut-être devons-nous imaginer une mécanique toute nouvelle, qui ne se dessine devant nous qu'avec imprécision, où, comme la résistance augmente avec la vitesse, la vitesse de la lumière est une barrière infranchissable. La mécanique habituelle serait tout simplement une première approximation, qui ne resterait valable que pour des vitesses pas trop élevées, si bien que l'on peut encore retrouver la vieille dynamique sous la nouvelle… Mais j'ajoute en conclusion que nous ne sommes pas encore arrivés si loin, et que rien ne démontre encore qu'ils [les principes de la mécanique ordinaire] ne vont pas sortir de la bataille vainqueurs et intacts. »

### Principe de relativité
Dès 1895, Poincaré suppose que l’expérience de Michelson-Morley semble montrer qu'il est impossible de mesurer un mouvement absolu, ou le mouvement de la matière par rapport à l'éther. Et bien que la majorité des physiciens pensent que c'est très possible, Poincaré en reste à son opinion encore en 1900, et utilise indifféremment les expressions « principe du mouvement relatif » ou « relativité de l'espace ». Simultanément, il critique le caractère artificiel des hypothèses lancées selon les besoins, pour sauver ce principe. Finalement, en 1902, il utilise pour cela l'expression « principe de relativité ». En 1904, il honore d'une part le travail des mathématiciens qui ont sauvé ce principe avec des hypothèses comme celle du temps local, mais critique à nouveau l'« amoncellement d'hypothèses ». Il y définit ce principe (selon Miller, en divergeant du théorème des états correspondants de Lorentz) de la manière suivante : « Le principe de relativité, selon lequel les lois des processus physiques doivent être les mêmes pour un observateur au repos que pour un observateur en translation uniforme, si bien que nous n'avons et ne pouvons avoir aucun moyen de savoir si nous sommes dans un tel mouvement ou non. »
Prenant en compte les objections de Poincaré, Lorentz essaie de formuler une théorie plus cohérente et écrit en 1904 : « Certainement, il reste quelque chose d'artificiel à l'échafaudage de nouvelles hypothèses spéciales pour chaque nouveau résultat d'expérience. Il serait bien plus satisfaisant de pouvoir montrer au moyen de certaines hypothèses de base, que beaucoup de processus électromagnétiques sont indépendants du mouvement du système de référence, dans un sens fort, c'est-à-dire sans négliger aucun des membres de plus haut degré. »
Bien que Poincaré montre en 1905 que Lorentz n'a pas terminé son travail, il lui attribue ce postulat : « Il semble que cette impossibilité de démontrer le mouvement absolu soit une loi générale de la nature […] Lorentz a cherché à compléter et à modifier son hypothèse de façon à la mettre en concordance avec le postulat de l’impossibilité complète de la détermination du mouvement absolu. C’est ce qu’il a réussi dans son article intitulé Elektromagnetische Erscheinungen in einem System, das sich mit beliebiger, die des Lichtes nicht erreichender Geschwindigkeit bewegt (Phénomènes électromagnétiques dans un système qui se meut à une vitesse arbitraire, inférieure à celle de la lumière) ».
En 1906, Poincaré désigne ce principe comme « postulat de relativité ». Et bien qu'il indique que ce postulat pourrait être infirmé (et il évoque le fait que la découverte des rayons cathodiques magnétiques par Paul Villard (1904) met en danger la théorie), il serait quand même intéressant de considérer les conséquences d'une validité totale de ce postulat. Ceci impliquerait notamment que toutes les forces de la nature (et non seulement les forces électromagnétiques) soient invariantes par transformation de Lorentz.
En 1921, Lorentz honore aussi les performances de Poincaré en rapport avec l'établissement du principe de relativité : « … je n'ai pas établi le principe de relativité comme rigoureusement et universellement vrai. Poincaré, au contraire, a obtenu une invariance parfaite des équations de l’électrodynamique, et il a formulé le « postulat de relativité », termes qu’il a été le premier à employer. »

### Le rôle de l’éther
En 1889, Poincaré écrit, dans le sens de sa philosophie du conventionnalisme : « Peu nous importe si l'éther existe réellement ; c'est une question de métaphysicien ; ce qui compte pour nous, c'est que tout se déroule comme s'il existait, et que cette hypothèse est commode pour l’explication des apparences. Avons-nous d'ailleurs d'autres causes pour croire à l'existence d'objets matériels ? Ceci n'est qu'une hypothèse commode, et elle ne cessera d'exister jusqu'à ce qu'un jour l'éther soit rejeté comme inutile. »
En 1901, il conteste aussi l'existence d'un espace absolu ou d'un temps absolu :

« 1 – Il n'y a pas d'espace absolu, et nous ne concevons que des mouvements relatifs ; cependant on parle des faits mécaniques souvent comme s'il y avait un espace absolu auquel on pouvait les rapporter.
2 – Il n'y a pas de temps absolu ; quand on dit que deux temps sont égaux, c'est une affirmation qui n'a aucun sens en soi, et que l'on ne peut obtenir que par convention.
3 – Nous n'avons non seulement aucune vision directe de l'égalité de deux temps, mais même pas celle de la simultanéité de deux événements qui ont lieu en des endroits différents ; j'ai exposé cela dans un exposé sous le titre : La mesure du temps. »
Poincaré continue cependant à utiliser le concept d'éther et justifie cette utilisation en 1900 par le fait qu'il faut expliquer où se trouve le rayon lumineux après qu'il a quitté sa source, et avant d'atteindre son destinataire. Car en mécanique, il faut pouvoir déterminer exactement un état à partir de l’état précédent. Pour préserver la simplicité ou la commodité des lois mécaniques de la nature, il faut un support matériel. Et bien qu'il souligne le caractère relatif et conventionnel de l'espace et du temps, il pense que la convention classique est plus « pratique », et il continue à distinguer entre le temps « vrai » et le temps « apparent ». Il écrit par exemple en 1912 sur la question de savoir s'il faut réellement changer les conventions habituelles sur l'espace et le temps : « Sommes-nous forcés à modifier nos conclusions ? Certes non ! nous avons accepté une convention parce qu'elle nous paraît commode, et dit que rien ne nous force à l'abandonner. Aujourd'hui, beaucoup de physiciens veulent adopter une nouvelle convention. Ce n'est pas qu'ils y soient contraints ; ils pensent que cette convention est plus commode ; c'est tout. Celui qui n'est pas de cet avis a tous les droits de rester avec l'ancienne, pour ne pas être dérangé dans ses conceptions. Je pense, entre nous soit dit, qu'on va le faire encore longtemps. »
Lorentz écrit aussi en 1913 : « Supposons qu'il y ait un éther ; alors parmi tous les systèmes {\displaystyle x,y,z,t}, l'un d'entre eux est distingué par le fait que les axes de coordonnées ainsi que l'horloge sont au repos dans l'éther. Si l'on relie avec cela l'idée (que je n'aimerais vraiment pas abandonner), que l'espace et le temps sont des choses totalement différentes, et qu'il existe un « temps vrai » (la simultanéité serait alors indépendante du lieu, ce qui correspond à notre idée que des vitesses infiniment grandes sont possibles), alors on voit facilement que ce temps vrai doit justement être indiqué par les horloges qui sont au repos dans l'éther. Si le principe de relativité avait une validité générale dans la nature, alors, on ne serait pas en état de dire si le système de référence utilisé maintenant est justement ce système privilégié. »

## Le passage à la théorie de la relativité

### Relativité restreinte

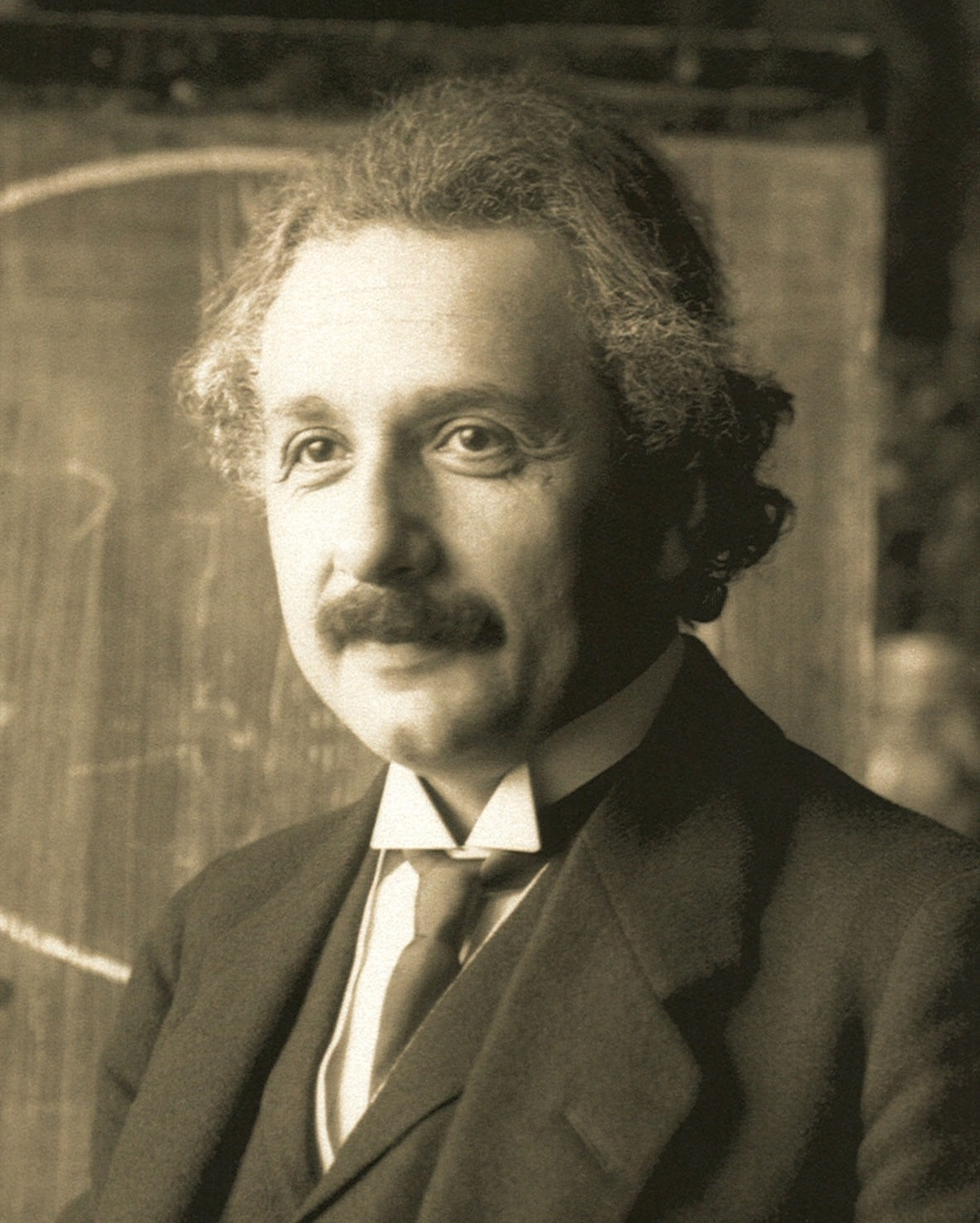
Albert Einstein en 1921. Extrait d'une photographie de Ferdinand Schmutzer.

Tandis que certaines explications liées à la théorie des électrons de Lorentz  (par exemple que la matière consiste exclusivement d'électrons, ou qu'il n'y ait dans la nature que des interactions électriques, ou les explications citées de la gravitation) sont clairement infirmées, de nombreux prédictions et résultats de la théorie sont équivalents  à ceux de la relativité restreinte d'Albert Einstein (1905). Le principe de relativité et la constance de la vitesse de la lumière dans le vide peu importe le référentiel inertiel dans lequel se trouve l'observateur ont été aussi utilisés par Poincaré et Lorentz. Poincaré, le premier, puis Lorentz ont enseigné l'équivalence mathématique complète des systèmes de référence, et ont reconnu que des coordonnées d'espace et de temps réellement différentes sont mesurées. Ils  rapportent les effets de la transformation de Lorentz à des interactions dynamiques avec l'éther, faisant une différence entre le temps « vrai » dans un système au repos dans l'éther et le temps « apparent » dans les systèmes en mouvement par rapport à lui, et ont évoqué l'éther jusque dans leurs derniers écrits
Alors que la présentation par Einstein de la relativité restreinte est généralisée en 1907[réf. nécessaire] par Minkowski, dont l'espace-temps à quatre dimensions permet une interprétation très naturelle des rapports au sein de la théorie, les aspects fondamentaux de l'espace-temps à quatre dimensions ont déjà été anticipés par Poincaré, comme signalé ci-dessus. L'aspect naturel et utile de la représentation par Einstein et Minkowski contribuent à l'acceptation de la relativité restreinte et au désintérêt pour la théorie de l'éther de Lorentz. Certes, en 1913, Lorentz argumente qu'entre sa théorie de l'éther et le rejet d'un système de référence privilégié, il n'y a pas grande différence, et que c'est une question de goût de savoir à quelle théorie on se rattache. Cependant, en 1907, Einstein critique le caractère ad hoc de l'hypothèse de contraction, uniquement introduite dans le but de « sauver » l'éther, alors qu'un éther introuvable serait un fondement insatisfaisant pour l'électrodynamique. Minkowski désigne aussi en 1908 l'hypothèse de contraction dans le cadre de la théorie de Lorentz comme un « cadeau d'en-haut ».

### Équivalence de la masse et de l'énergie
Comme Einstein (1905) l'a déduit du principe de relativité, il se produit réellement une inertie de l'énergie selon {\displaystyle E/c^{2}}, ou plus exactement, que le rayonnement électromagnétique peut transporter de l'inertie d'un corps à l'autre. Mais contrairement à Poincaré, Einstein découvre que la matière, dans l'émission, perd une masse de {\displaystyle E/c^{2}} – c'est-à-dire que de l'énergie stockée dans la matière et correspondant à une certaine masse, peut être échangée avec une énergie électromagnétique selon {\displaystyle E=mc^{2}}, d'où provient une réelle équivalence de la masse et de l'énergie. Le paradoxe du rayonnement de Poincaré peut être résolu assez facilement avec cette équivalence. Si l'on suppose que la source de lumière perd de la masse selon {\displaystyle E/c^{2}}, la contradiction disparaît sans avoir à supposer quelque force d'équilibre dans l'éther.
Comme Poincaré, Einstein peut montrer en 1906 que le théorème de la conservation du mouvement du centre de gravité reste valable même dans des considérations électrodynamiques, si l'inertie de l'énergie (électromagnétique) est supposée. Ici il ne faut pas, comme chez Poincaré, introduire des masses fictives, mais il suffit de montrer comment l'émission et l'absorption d'énergie conduit au transport de l'inertie, si bien qu'aucun mouvement perpétuel ne peut se produire. Et là, il renvoie au travail de Poincaré, et estime son contenu comme formellement largement en accord avec son propre texte. Einstein écrit dans son introduction : 
« Bien que les considérations formelles simples qu'il faut faire pour démontrer cette affirmation aient déjà pour l'essentiel été contenues dans un travail de H. Poincaré, pour la clarté, je ne m'appuierai pas sur ce travail. »
De même avec la proposition d'Einstein, on peut résoudre la contradiction évoquée par Poincaré entre le théorème de conservation de la masse et le principe de réaction, parce que le théorème de conservation de la masse devient maintenant un cas particulier du théorème de conservation de l'énergie.

### Théorie de la relativité générale
Selon la théorie de la relativité générale développée par Einstein, qui rend superflues les explications de la gravitation par Lorentz et Poincaré, une incorporation de la  gravitation dans le principe de relativité conduit à ce que la transformation de Lorentz et la constance de la vitesse de la lumière ne peuvent plus être définies et validées que localement. Einstein dit dans un exposé (1920) que, dans le cadre de la relativité générale, on ne peut pas concevoir l'espace sans potentiel gravitationnel, et ainsi il attribue des qualités physiques à l'espace lui-même. Ainsi, on pourrait parler d'un « éther gravitationnel » dans le sens de l'« éther de la relativité générale ». Il écrit : 

« La nouveauté de principe de l'éther de la relativité générale par rapport à l'éther de Lorentz consiste en ce que l'état du premier est défini en chaque point par des rapports avec la matière et avec les états de  l'éther aux points voisins, sous forme d'équations différentielles, tandis que l'état de l'éther de Lorentz en l'absence de champs électromagnétiques n'est déterminé par rien à part lui-même, et il est partout le même. L'éther de la relativité générale se transforme en pensée dans celui de Lorentz, si l'on remplace  par des constantes les fonctions d'espace qui le décrivent, en ne tenant pas compte des causes à l'origine de son état. On peut aussi dire que l'éther de la relativité générale provient de celui de Lorentz par relativisation. »

## Antériorités
Il y a des spéculations selon lesquelles la relativité restreinte est l'œuvre de Henri Poincaré et de Hendrik Lorentz, et non d'Albert Einstein. Elles ne sont pas fondées car les deux théories de Lorentz-Poincaré et d'Einstein ne sont pas équivalentes. Pour en savoir plus, lire Histoire de la relativité restreinte et Critiques de la théorie de la relativité.

## Nouveaux développements

### Néo-Lorentzianisme
Bien que l'idée d'un système de référence privilégié soit majoritairement rejetée parmi les spécialistes, certains modèles « lorentziens » ou « néo-lorentziens » (en anglais : « neo-lorentzian relativity ») ont été mis au point. Ces théories ont été avant tout défendues par Herbert Eugene Ives et Geoffrey Builder dans les années 1950, puis dans les décennies suivantes par Simon Jacques Prokhovnik. En accord avec la théorie initiale de Lorentz, il est supposé un éther au repos, la vitesse de la lumière n'étant constante que dans ce système de référence, et devrait donc dépendre de la direction dans les systèmes inertiels en mouvement. Si l'on ajoute à cette dépendance de la direction l'effet d'une contraction des longueurs, il s'ensuit aussi l'existence d'une dilatation du temps. Il n'est donc pas possible, dans la mesure où d'autres paramètres de la théorie ne sont pas changés), d'établir expérimentalement l'anisotropie de la vitesse de la lumière. Des expériences, comme celles du physicien bulgare Stefan Marinov (en), censées confirmer cette dépendance de la direction, ont été jugées par les spécialistes comme inutilisables.
Helmut Günther a aussi mis au point en 1996 un modèle lorentzien d'éther universel. Celui-ci se fonde sur le fait que des effets « quasi-relativistes » comme la contraction des longueurs dans les déformations plastiques ou les dislocations dans les structures cristallines, ou encore dans les chaînes de pendules ont été mises en rapport avec des solitons. Ceci est dû au fait qu'à la base de ces phénomènes, il y a une équation de sinus-Gordon qui est invariante de Lorentz. D'autres modèles lorentziens sont discutés dans Brandes et al.
Cependant, tous ces modèles n'ont qu'à peine été discutés par les spécialistes, car on ne peut accorder que peu de probabilité à une théorie dans laquelle, par une sorte de conjuration, les effets de l’éther ne sont pas observables en pratique,. 

### Théories tests de la relativité restreinte
Quelques théories tests de la relativité restreinte (en), destinées à mesurer de possibles écarts à l'invariance de Lorentz, comprennent la théorie de l'éther de Lorentz comme cas limite. Jusqu'en 2005, les mesures de précision ont complètement confirmé la validité de l’invariance de Lorentz.